# Чемпіонат Швейцарії з хокею 1974
Чемпіонат Швейцарії з хокею 1974 — 63-й чемпіонат Швейцарії з хокею (Національна ліга А). Чемпіонат пройшов за торішньою формулою, команди зіграли між собою по 4 матчі. За підсумками чотирьох кіл виявили чемпіона, СК «Берн» (3 титул). НЛА покинув Цюрих СК, який вибув до НЛБ.

## Підсумкова таблиця
| М  | Команда             | І  | Пер | Н | Пор | ШЗ  | ШП  | О  |
| -- | ------------------- | -- | --- | - | --- | --- | --- | -- |
| 1. | СК «Берн»           | 28 | 21  | 5 | 2   | 162 | 66  | 47 |
| 2. | «Ла Шо-де-Фон»      | 28 | 22  | 2 | 4   | 181 | 84  | 46 |
| 3. | ХК «Сьєр»           | 28 | 14  | 4 | 10  | 120 | 123 | 32 |
| 4. | ХК Амбрі-Піотта     | 28 | 11  | 3 | 14  | 116 | 122 | 25 |
| 5. | ХК «Серветт-Женева» | 28 | 10  | 5 | 13  | 107 | 132 | 25 |
| 6. | ХК «Лангнау»        | 28 | 9   | 3 | 16  | 87  | 123 | 21 |
| 7. | ХК «Клотен»         | 28 | 7   | 4 | 17  | 97  | 151 | 18 |
| 8. | Цюрих СК            | 28 | 4   | 2 | 22  | 84  | 153 | 10 |

## Чемпіонський склад СК «Берн»
- Воротарі: Роланд Буше, Юрг Яггі, Давід Шиллер
- Захисники: Ганцруді Баумгатнер, П'єр Брен, Улі Гофман, Біт Кауфманн, Г'юґо Лойенбергер, Пол Пфаматтер
- Нападники: Пол-Андре Кадьо, Роланд Делльспергер, Урс Долдер, Ріккардо Фюрер, Роланд Гютнер, Ренцо Гольцер, Ганцруді Іселі, Ярослав Крупічка, Роланд Майєр, Герберт Мессер, Паскаль Нігг, Вальтер Нуффенеггер, Марс'яль Расін, Роні Шлепфер, Бруно Віттвер, Фріц Вісс, Бруно Захнд, Клаудіо Зендер
- Головний тренер: Пол-Андре Кадьо

## Найкращий бомбардир
1. Мішель Тюрле («Ла Шо-де-Фон») - 41 очко (21+20)